# Alstad
Alstad is een plaats in de gemeente Trelleborg in de in Zweden gelegen provincie Skåne. De plaats heeft 252 inwoners (2005) en een oppervlakte van 22 hectare.

## Verkeer en vervoer
Bij de plaats lopen de Länsväg 101 en Länsväg 108.
De plaats Altstad wordt gebruikt als voorbeeld in de economie methode kopen en werken.